# John Ruggie

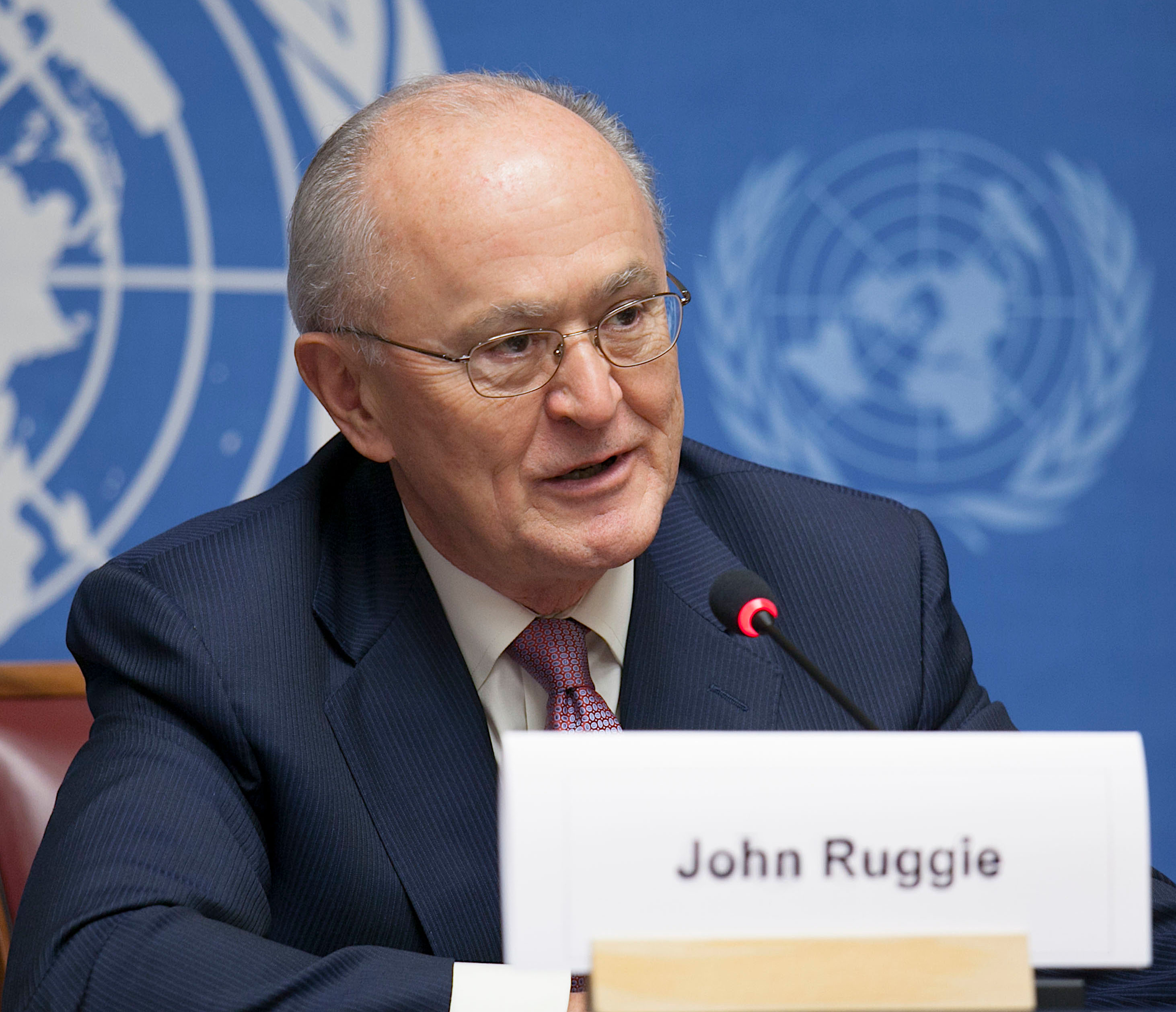
John Ruggie, 2012

John Gerard Ruggie (* 18. Oktober 1944 in Graz; † 16. September 2021) war ein US-amerikanischer Politikwissenschaftler österreichischer Herkunft. Er war stellvertretender UN-Generalsekretär und UN-Sonderbeauftragter.

## Leben
Ruggie wurde 1944 als Sohn von Josef und Margaret Ruggie im steirischen Graz geboren, ehe er gemeinsam mit seinen Eltern in die Vereinigten Staaten emigrierte. Sein Bachelor-Studium (Politikwissenschaft und Geschichte) absolvierte er an der kanadischen McMaster University; an der University of California in Berkeley legte er das Master-Examen (Politikwissenschaft) ab. Dort wurde er 1974 auch zum Ph.D. promoviert.
Seine akademische Karriere führte ihn an die Columbia University, wo er das Institut für Internationale Beziehungen leitete. Später lehrte er als Professor an der Columbia University, an der University of California in San Diego und an der Harvard University. Er war einer der führenden Theoretiker der politikwissenschaftlichen Disziplin Internationale Beziehungen und war an der Formulierung des Neoliberalen Institutionalismus und der Regimetheorie beteiligt.
Von 1997 bis 2001 war Ruggie stellvertretender UN-Generalsekretär, UN-Sonderbeauftragter und Kofi Annans Chefberater in strategischen Planungsangelegenheiten. 1999 wurde er in die American Academy of Arts and Sciences gewählt.
Von 2005 bis 2011 war Ruggie UN-Sonderbeauftragter für Unternehmen und Menschenrechte. Sein Mandat umfasste die Erstellung von Berichten über die menschenrechtliche Verantwortlichkeit von multinationalen Unternehmen für den UN-Menschenrechtsrat in Genf. Der im Dezember 2008 vorgestellte Ruggie-Bericht bot einen Überblick über die Debatte bzw. bestehende Initiativen und zeigte Lösungsansätze auf.
Im Jahr 2011 legte er dem UN-Menschenrechtsrat die UN-Leitprinzipien zu Wirtschaft und Menschenrechten vor, die der Rat 2011 verabschiedete. Die 31 Leitprinzipien basieren auf dem von Ruggie seit 2008 entwickelten Ansatz Schutz, Achtung, Abhilfe (protect, respect and remedy) auf drei Grundpfeilern: der staatlichen Rechtspflicht, Bewohner des eigenen Territoriums vor Eingriffen von Unternehmen in Menschenrechte zu schützen (state duty to protect), der politischen Erwartung, dass Unternehmen die Menschenrechte achten (corporate responsibility to respect human rights) und dem Zugang von Betroffenen zu Beschwerdeverfahren und effektivem Rechtsschutz in Fällen von Menschenrechtsverletzungen durch Unternehmen (access to remedy).
Ruggie starb im September 2021 im Alter von 76 Jahren. Er hinterließ Frau und Sohn.